# 157020 Fertőszentmiklós
157020 Fertőszentmiklós è un asteroide della fascia principale. Scoperto nel 2003, presenta un'orbita caratterizzata da un semiasse maggiore pari a 3,1623500 UA e da un'eccentricità di 0,0683667, inclinata di 10,54557° rispetto all'eclittica.